# Cratichneumon acronictae
Cratichneumon acronictae är en stekelart som beskrevs av Heinrich 1961. Cratichneumon acronictae ingår i släktet Cratichneumon och familjen brokparasitsteklar. Inga underarter finns listade i Catalogue of Life.